# Distretto di Qianzhen
Il distretto di Qianzhen (前鎮區S, Qiánzhèn QūP) è un distretto della municipalità di Kaohsiung, situata a Taiwan.